# Municipio de Rocky Springs
El municipio de Rocky Springs (en inglés: Rocky Springs Township) es un municipio ubicado en el  condado de Montgomery en el estado estadounidense de Carolina del Norte. En el año 2010 tenía una población de 2.369 habitantes.

## Geografía
El municipio de Rocky Springs se encuentra ubicado en las coordenadas 35°13′13.52″N 79°44′35.15″O / 35.2204222, -79.7430972.